# Ubezpieczenie turystyczne

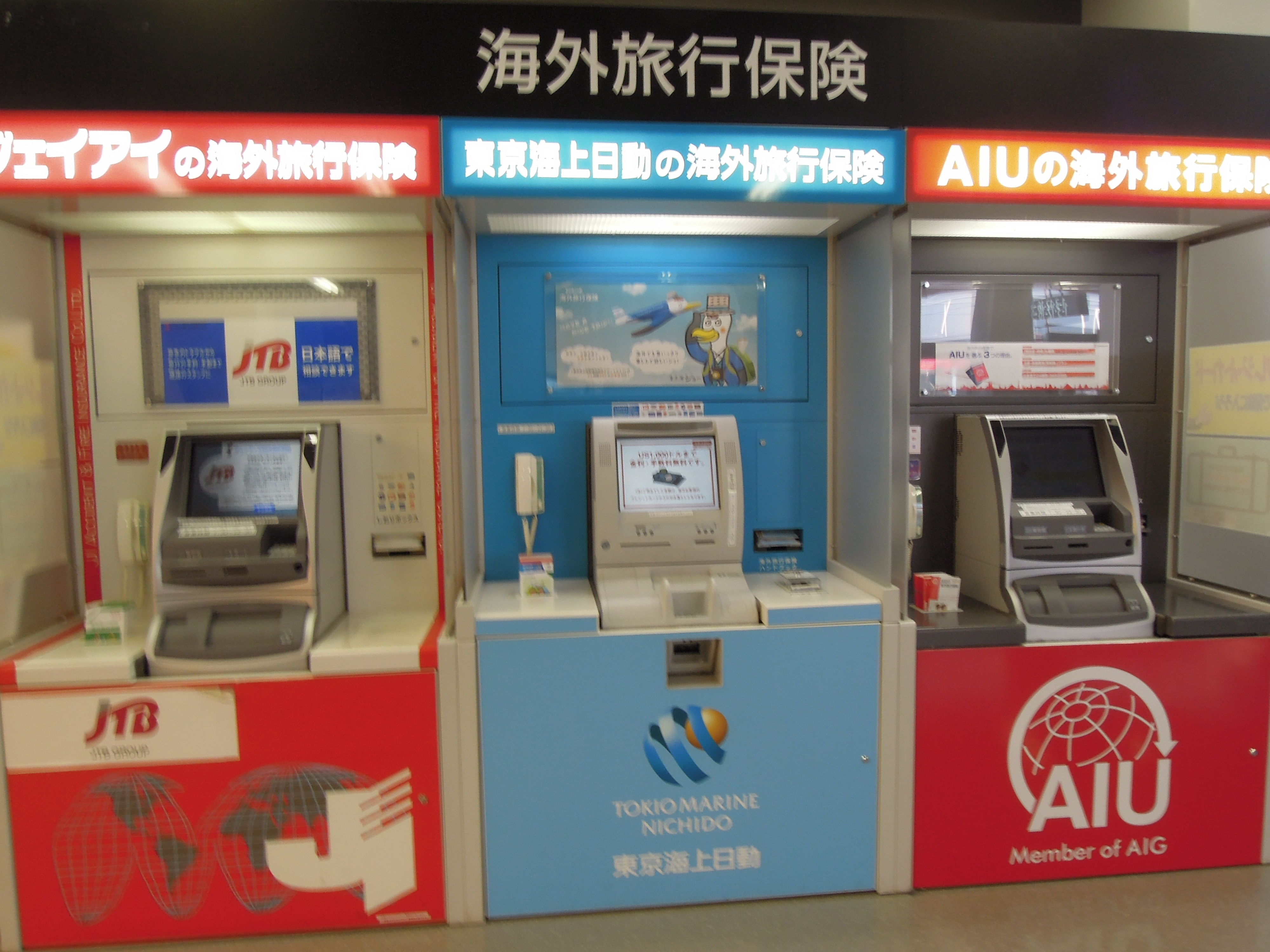
Automaty sprzedające ubezpieczenia w Japonii

Ubezpieczenie turystyczne – rodzaj ubezpieczenia pomiędzy ubezpieczającym się (klientem) a wybraną firmą ubezpieczeniową, zawieranego przed podróżą za granicę (w większości przypadków).
W nauce o ubezpieczeniach nie znajdujemy definicji ubezpieczeń „turystycznych”, jednak najogólniej można stwierdzić, iż są to ubezpieczenia służące zaspokojeniu potrzeb finansowych (gospodarstw domowych i przedsiębiorstw), które powstają w związku z realizacją ryzyka specyficznego dla podmiotu podejmującego aktywność w zakresie turystyki i rekreacji.
Można też stwierdzić, iż są to ubezpieczenia należące do grupy produktów mających bezpośredni lub pośredni związek z turystyką. Ubezpieczenia w turystyce i rekreacji obejmują wiele różnorodnych produktów skierowanych zarówno do przedsiębiorstw działających w szeroko pojętej branży turystycznej, jak i do osób fizycznych, wśród których są uczestnicy imprez zorganizowanych i osoby indywidualnie zaspokajające potrzeby w zakresie turystyki i rekreacji.

## Elementy ubezpieczenia turystycznego
- Ubezpieczenie assistance: zapewniające pomoc i wsparcie podczas pobytu za granicą. Może to być: pomoc telefoniczna ubezpieczonemu związana z jego podróżą za granicę (np. wyszukanie właściwej placówki medycznej, pomoc w tłumaczeniu itp.); ochrona prawna, która służy znalezieniu rozwiązania przy zdarzeniu ubezpieczeniowym związanym z postępowaniem sądowym lub egzekucyjnym; wsparcie w codziennych czynnościach, które pomaga ubezpieczonemu w organizacji jego pobytu za granicą (np. rezerwacja biletów wstępu, pośrednictwo w usługach zewnętrznych, takich jak tłumacz czy przewodnik, a także wynajem powierzchni handlowych, rezerwacja stolika w restauracji itp.).
- Ubezpieczenie kosztów leczenia: zapewniające pokrycie kosztów opieki zdrowotnej w przypadku nagłej choroby lub urazu ubezpieczonego podczas pobytu za granicą.
- Ubezpieczenie wypadkowe: zapewniające odszkodowanie w przypadku trwałych następstw urazu lub śmierci ubezpieczonego na skutek wypadku podczas pobytu za granicą.
- Ubezpieczenie odpowiedzialności cywilnej: zapewniające ochronę na wypadek szkód, które ubezpieczony wyrządził osobie trzeciej i ma obowiązek je pokryć. Prawo do świadczenia ubezpieczeniowego powstaje w przypadku szkód na zdrowiu, życiu lub majątku (uszkodzenie, utrata, zniszczenie).
- Ubezpieczenie bagażu: zapewniające odszkodowanie za szkodę, która została wyrządzona ubezpieczonemu na bagażu na skutek kradzieży lub włamania. Obejmuje bagaż, który jest własnością ubezpieczonego i który zabrał on w podróż lub nabył w czasie podróży.
- Ubezpieczenie podróży lotniczej: zapewniające zwrot kosztów, które ubezpieczony poniósł na skutek opóźnienia w dostarczeniu bagażu przez przewoźnika lotniczego o określoną liczbę godzin, lub które powstaną na skutek opóźnienia wylotu o określoną liczbę godzin. Obejmuje jednocześnie zwrot kosztów na skutek anulowania lotu, gdy zapewnienie transportu zastępczego trwało dłużej niż określoną liczbę godzin.
- Ubezpieczenie dodatkowe na wypadek rezygnacji: zapewniające zwrot kosztów, które ubezpieczony poniósł w przypadku, gdy z istotnych przyczyn nie mógł odbyć podróży (np. z powodu ostrego ataku choroby, wypadku ubezpieczonego lub krewnego, śmierci ubezpieczonego lub krewnego, szkody na majątku ubezpieczonego itd.). Może obejmować również sytuację, gdy ubezpieczony z istotnych przyczyn musiał wrócić z podróży (np. śmierć krewnego, nieoczekiwana hospitalizacja krewnego lub szkoda na majątku)[2].

Co więcej, polisa ubezpieczenia turystycznego zapewni organizację i pokrycie kosztów transportu powrotnego do kraju, czy transportu medycznego.
Narodowy Fundusz Zdrowia, odpowiedzialny za wydawanie i obsługę kart EKUZ, sam zaleca dokupowanie ubezpieczenia turystycznego przed zagranicznym wyjazdem:

W wielu kurortach turystycznych lekarze przyjmują tylko prywatnie. W związku z tym nie honorują EKUZ. Ponadto rzeczowe świadczenia zdrowotne związane z leczeniem skutków wypadków podczas uprawiania sportów, np. zimowych mogą być obciążone wyższymi opłatami, niż rzeczowe świadczenia zdrowotne z tym niezwiązane. Zaleca się wykupienie dodatkowego, prywatnego ubezpieczenia obejmującego koszty opieki zdrowotnej, do której finansowania NFZ nie jest uprawniony, w tym przede wszystkim, tzw. koszty współpłacenia pacjenta.